# Xysticus furtivus
Xysticus furtivus is een spinnensoort uit de familie van de krabspinnen (Thomisidae).
De wetenschappelijke naam van de soort werd in 1936 gepubliceerd door Willis John Gertsch.